# Química (canção de Biel)
"Química" é uma canção do cantor brasileiro Biel, gravada para seu álbum de estreia Juntos Vamos Além. Foi lançada em 27 de novembro de 2015 no iTunes no formato de download digital. Em abril de 2016 a Rede Globo anunciou que a canção seria incluída como trilha sonora da telenovela Haja Coração.

## Videoclipe
O video musical foi liberado em 27 de novembro de 2015, dirigido por Thiago Calviño.

## Desempenho nas tabelas musicais
| Parada (2016)                                               | Melhor posição |
| ----------------------------------------------------------- | -------------- |
| Brasil - Billboard Brasil Hot 100 Airplay                   | 56             |
| Brasil - Billboard Brasil Regional Fortaleza Hot Songs      | 6              |
| Brasil - Billboard Brasil Regional Porto Alegre Hot Songs   | 1              |
| Brasil - Billboard Brasil Regional Recife Hot Songs         | 2              |
| Brasil - Billboard Brasil Regional Rio de Janeiro Hot Songs | 2              |
| Brasil - Billboard Brasil Regional Salvador Hot Songs       | 3              |
| Brasil - Billboard Brasil Regional São Paulo Hot Songs      | 1              |